# Пеклаыб
Пеклаыб — деревня в Косинском районе Пермского края. Входит в состав Чазёвского сельского поселения. Располагается западнее районного центра, села Коса. Расстояние до районного центра составляет 33 км. По данным Всероссийской переписи населения 2010 года, в деревне проживало 14 человек (8 мужчин и 6 женщин).

## История
Выселки Пеклаыб были образованы в 1870—1880 годах. До Октябрьской революции населённый пункт Пеклаыб входил в состав Юксеевской волости, а в 1927 году — в состав Чазёвского сельсовета. По данным переписи населения 1926 года, в деревне насчитывалось 21 хозяйство, проживало 132 человека (60 мужчин и 72 женщины). Преобладающая национальность — коми-пермяки.
По данным на 1 июля 1963 года, в деревне проживало 124 человека. Населённый пункт входил в состав Чазёвского сельсовета.